# Danmarks Afholdsforening
Landsforeningen for Ædru Livsstil, tidligere Danmarks Afholdsforening er en landsdækkende forening med formålet at fremme den ædruelige livsstil og er den ældste forening inden for afholdsbevægelsen i Danmark. Den 17. april 1879 lykkedes det at stifte en afholdsforening i Vejle, som i 1880 blev grundlaget til Danmarks Totalafholdsforening, som i dag bliver kaldt Totalafholdsforening Danmark.
Foreningen toppede, hvad medlemstal angår, under den 1. verdenskrig med et antal på 69.000 medlemmer. Der var ikke et sogn i landet, som ikke havde sin afdeling af Danmarks Afholdsforening. Cirka 1.800 bygninger har været i foreningens eje.